# المكتبة الوطنية والجامعية لجمهورية صرب البوسنة
المكتبة الوطنية والجامعية لجمهورية صرب البوسنة(NUBRS) هي المكتبة الوطنية والجامعية لجمهورية صرب البوسنة، وتقع في مدينة بانيا لوكا.

## التاريخ
توصلت لجنة إنشاء المكتبة الوطنية إلى أن مدينة بانيا لوكا انشأت المكتبة الوطنية للملك بيتر الأول المحرر العظيم في 25 نوفمبر 1935.
قدمت إدارة بيت الملك بيتر الأول المباني اللازمة للمكتبة، ومنحت وزارة التعليم مدرسًا في مدرسة ابتدائية كأمين مكتبة. وقررت إدارة رويال بأن التابعة لبلدية ڤيرباس في بانيا لوكا إعانة سنوية مستمرة. حيث وضع عدد كبير من كتبه تحت تصرف جمعية بروسفييتا وغرفة القراءة الصربية في بانيا لوكا. وبالإضافة إلى ذلك، قدِّمت الكتب من قبل المدرسة الثانوية للألعاب الرياضية في بانيا لوكا وبعض أصحاب القطاع الخاص.
كان لدى المكتبة 6000 كتاب تحت تصرُفها.
وسُمح للجمعية المجتمعية باستعارة الكتب من المكتبة المركزية في سراييفو.
افتُتِحت المكتبة الوطنية للملك بيتر العظيم بطريقة جليلة للغاية في 26/أبريل/1936 في مقر بيت الملك بيتر العظيم المحرر. ولم تكن هناك مكتبة عامة في مدينة بانيا لوكا حتى الآن في ذلك الوقت، وكذلك في جميع أنحاء محافظات ڤيرباس.
اهتم المجلس التنفيذي الأصغر بإنشاء هذه المؤسسات، وكانت مؤلفة من أعضاء اللجنة التوجيهية لإقامة بيت الملك بيتر العظيم المحرر، من ممثلي غرفة القراءة الصربية والمدارس الثانوية. حيث شارك الدكتور ديمتريوس زاكيتش بصفته الممثل الرئيسي للجنة المختارة.
في 30 يوليو 1980، قامت المكتبة الوطنية بتغيير اسمها واصبحت المكتبة الوطنية والجامعية «بيتار كوتشيتش». أعلنت حكومة جمهورية صرب البوسنة ان المكتبة الوطنية والجامعية لجمهورية صرب البوسنة «بيتار كوتشيتش» هو الاسم الجديد للمكتبة عام 1999.
تم تغيير اسم المكتبة الوطنية والجامعية لجمهورية صرب البوسنة «بيتار كوتشيتش» إلى المكتبة الوطنية والجامعية لجمهورية صرب البوسنة في ديسيمبر 1999.